# Triamterén
A triamterén (INN: triamterene) sárga kristályos por (op. 316°C). Vízben és etanolban alig, ammónia és NaOH híg vizes oldatában, valamint dimetil-formamidban oldódik.
Káliumvisszatartó vízhajtó. Más (vérnyomáscsökkentőként vagy ödéma ellen adott) vízhajtókkal együtt alkalmazzák.
Bár véletlen besorolásos kontrollos vizsgálat nem erősítette meg a hatékonyságát, a triamterént alkalmazzák Ménière-kór ellen is.
A VIII. Magyar Gyógyszerkönyvben Triamterenum    néven hivatalos.  

## Hatásmód
Az epiteliális nátriumcsatornák (ENaC) gátlásával hat. Ezek a csatornák a vese gyűjtőcsatornájának belső oldalán találhatók, valószínűleg ligandvezéreltek (működésük még nem teljesen tisztázott), és a H+-, Li+- és Na+-ionok számára átjárhatóak. A teljes nátriumvisszaszívás 1–2%-a itt történik. A nátriumkoncentráció szabályozza a szervezet vízháztartását. (A vízhajtók nem a vizeletkiválasztást növelik, hanem a sókiválasztást. A sókoncentráció csökkenésének a következménye a megnövekedett vizeletkiválasztás.)
A triamterén gátolja az Na+-ionok átjutását a csatornán, ezáltal a K+-ionok Na+-ionokra cserélődését. (Ezen felül a H+-kiválasztást is, azt a mechanizmust, mellyel a szervezet a savfeleslegtől megszabadul.)
A csatorna működését az aldoszteron vezérli, a triampterén azonban az amiloridhoz hasonlóan az aldoszterontól függetlenül hat (ellentétben pl. a spironolaktonnal, mely az aldoszteron hatását gátolja).

## Mellékhatások, ellenjavallatok
Legfontosabb mellékhatás lehet a hiperkalémia, ezért nem ajánlott más kálium-megtartó szerekkel kombinálni.
Gyenge folsav antagonista, ezért növeli a fejlődési rendellenesség veszélyét, különösen a terhesség elején.
A vér emelkedett húgysavtartalmát okozhatja, ami hosszabb távon köszvényhez vezet. Vesekövet okozhat részben közvetlen, részben a kalcium-oxalát kristályosodása révén. Krónikus vesebetegség esetén ezért (és a hiperkalémia veszélye miatt) ellenjavallt.
Súlyos májbetegség esetén fokozott figyelem szükséges.
Cukorbetegeknek nem ajánlott, mert befolyásolhatja a vércukor-szabályozást: okozhatja a vércukorszint leesését, de a cukorbetegség súlyosbodását is.

## Doppingszer
A többi vízhajtóhoz hasonlóan tiltott doppingszer.
A sportolók szervezetében nincs felesleges folyadék. A vízhajtók a(z esetleg hőségben folytatott) megerőltető fizikai aktivitással együtt kiszáradáshoz, hypovolaemiához, izomgörcsökhöz és alacsony ortosztatikus vérnyomáshoz vezethetnek.
2006-ban Serene Ross amerikai atlétanőt két évre eltiltották hidroklorotiazid (kalcium-visszatartó vízhajtó) és triamterén használata miatt.

## Készítmények
Magyarországon nincs, de a nemzetközi gyógyszerkereskedelemben nagyon sok triamteréntartalmú szer van forgalomban mind önállóan, mind kombinációban.

## Fordítás
- Ez a szócikk részben vagy egészben  a   Triamterene című angol Wikipédia-szócikk fordításán alapul.  Az eredeti cikk szerkesztőit annak laptörténete sorolja fel. Ez a jelzés csupán a megfogalmazás eredetét és a szerzői jogokat jelzi, nem szolgál a cikkben szereplő információk forrásmegjelöléseként.
- Ez a szócikk részben vagy egészben  a   Potassium-sparing diuretic című angol Wikipédia-szócikk fordításán alapul.  Az eredeti cikk szerkesztőit annak laptörténete sorolja fel. Ez a jelzés csupán a megfogalmazás eredetét és a szerzői jogokat jelzi, nem szolgál a cikkben szereplő információk forrásmegjelöléseként.
- Ez a szócikk részben vagy egészben  a   Ménière's disease című angol Wikipédia-szócikk fordításán alapul.  Az eredeti cikk szerkesztőit annak laptörténete sorolja fel. Ez a jelzés csupán a megfogalmazás eredetét és a szerzői jogokat jelzi, nem szolgál a cikkben szereplő információk forrásmegjelöléseként.
- Ez a szócikk részben vagy egészben  az   Epithelial sodium channel című angol Wikipédia-szócikk fordításán alapul.  Az eredeti cikk szerkesztőit annak laptörténete sorolja fel. Ez a jelzés csupán a megfogalmazás eredetét és a szerzői jogokat jelzi, nem szolgál a cikkben szereplő információk forrásmegjelöléseként.
- Ez a szócikk részben vagy egészben  a   Hyperkalemia című angol Wikipédia-szócikk fordításán alapul.  Az eredeti cikk szerkesztőit annak laptörténete sorolja fel. Ez a jelzés csupán a megfogalmazás eredetét és a szerzői jogokat jelzi, nem szolgál a cikkben szereplő információk forrásmegjelöléseként.
- Ez a szócikk részben vagy egészben  a   Hypovolemia című angol Wikipédia-szócikk fordításán alapul.  Az eredeti cikk szerkesztőit annak laptörténete sorolja fel. Ez a jelzés csupán a megfogalmazás eredetét és a szerzői jogokat jelzi, nem szolgál a cikkben szereplő információk forrásmegjelöléseként.